# Đỗ Cơ Quang
Đỗ Cơ Quang (? – 1914), tự Chân Thiết, là sĩ phu yêu nước từng tham gia phong trào Đông Kinh Nghĩa Thục và phong trào chống Pháp do Việt Nam Quang phục Hội tổ chức.

## Thân thế
Đỗ Cơ Quang tên thật là Đỗ Văn Viêm, là con trai của tri phủ Tĩnh Gia Đỗ Uẩn, quê ở làng Thịnh Hào, huyện Hoàng Long, tỉnh Hà Đông (nay thuộc phường Ô Chợ Dừa, quận Đống Đa, thành phố Hà Nội).
Ông vốn đi theo con đường khoa cử như cha. Nhưng sau một lần thi trượt, ông quyết tâm bỏ lại bút nghiên để đi theo phong trào Văn Thân, cùng bạn là Hương Sơn soạn thảo Hưng Quốc sách, đề nghị Pháp xét lại hòa ước Giáp Tuất (1874) nhằm đòi lại chủ quyền quốc gia.

## Đấu tranh chống Pháp
Khoảng năm 1907, ông cùng với Phương Sơn đứng ra sáng lập hội buôn mua gạo từ Hải Dương, Thái Bình về Hà Nội bán lại nhằm gây quỹ cho Đông Kinh Nghĩa Thục. Tuy nhiên do không có kinh nghiệm nên hội buôn bị thua lỗ, giải tán.
Không chịu lùi bước, ông góp vốn mở hiệu buôn Đồng Lợi Tế ở phố Mã Mây chuyên bán hàng Việt, lại mở hiệu thuốc Tụy Phương gần ga Hàng Cỏ để kinh doanh thuốc bắc. Vào thời điểm này, Hội Duy Tân của Phan Bội Châu đã bắt đầu liên lạc với ông qua nữ sĩ Hoàng Thị Tòng.
Sau khi phong trào bị đàn áp, Đỗ Chân Thiết bỏ sang Trung Quốc, liên kết với Phan Bội Châu. Theo một số tài liệu thì trong thời gian này, ông có học tập quân sự ở Nam Kinh.
Năm 1913, ông đến Vân Nam, tiến hành vận động công nhân người Việt Nam đang làm việc trên tuyến đường sắt Hải Phòng - Vân Nam. Trong thời gian này, ông thành lập được Chi bộ Việt Nam Quang phục Hội tỉnh Vân Nam với số lượng Hội viên trên dưới 50 người.
Năm 1914, ông trở về Việt Nam để vận động binh lính người Việt tham gia đánh úp thành Hà Nội. Không may, ông bị cháu họ Nguyễn Hắc Sơn phản bội, tố giác với quan thầy là Nguyễn Hà Tường. Ngày 3 tháng 9, ông bị Pháp bắt, Chi bộ Vân Nam bị vỡ. Ngày 13 tháng 9, cơ sở ở phố Sinh Từ, Hà Nội do Nguyễn Quang Lâm đứng đầu bị phá. Đến tháng 10, nhiều Hội viên ở Vân Nam, Lào Cai, Yên Bái, Hải Dương bị áp giải về Hà Nội.
Đỗ Cơ Quang cùng 58 chiến hữu bị Pháp xử tử ở Lạng Sơn. Con gái ông là nữ chí sĩ Đỗ Thị Tâm cũng tham gia phong trào giải phóng dân tộc.

## Tưởng niệm
Sau khi Đỗ Cơ Quang tử tiết, đồng chí trong Hội là Đặng Đoàn Bằng với Nguyễn Thượng Hiền làm thơ điếu ông.
Ở Thành phố Hồ Chí Minh có con đường đặt theo tên ông, nhưng lại bị đặt sai tên là Đỗ Quang Cơ.